# コンクリート・カウボーイ: 本当の僕は
『コンクリート・カウボーイ: 本当の僕は』(原題:Concrete Cowboy)は2021年に公開されたアメリカ合衆国のドラマ映画である。監督はリッキー・スタウブ、主演はイドリス・エルバが務めた。本作はグレッグ・ネリーが2011年に上梓した小説『Ghetto Cowboy』を原作としている。また、本作はスタウブの長編映画監督デビュー作でもある。

## 概略
15歳のコールはデトロイトの学校に通っていたが、素行不良のために退学処分を受けてしまい、フィラデルフィアの父親のハープのもとに送られることになった。コールは長らく疎遠だったハープと一緒に暮らしたくなかったが、育ての親が匙を投げた以上、他にどうしようもなかった。コールは「せめて自分と距離をとった理由を教えてほしい」と思っていたが、ハープは乗馬に精を出すばかりであった。まるでカウボーイのように振舞う寡黙な父親に当惑しつつも、コールは父親の言いつけ通りに馬の世話を手伝うようになった。
それからほどなくして、コールは子供時代の親友（スマッシュ）と再会を果たしたが、これが予期せぬ展開をもたらすことになる。

## キャスト
- ハープ：イドリス・エルバ
- コール：ケイレブ・マクラフリン
- スマッシュ：ジャハール・ジェローム
- ネッシー：ロレイン・トゥーサント
- ローマ：バイロン・バワーズ
- リロイ：メソッド・マン

## 製作
2019年8月8日、イドリス・エルバ、ケイレブ・マクラフリン、ジャハール・ジェローム、ロレイン・トゥーサント、バイロン・バワーズの出演が決まったと報じられた。23日、メソッド・マンの起用が発表された。同月、本作の主要撮影がフィラデルフィアで始まった。

## 公開・マーケティング
2020年9月、本作はテルライド映画祭で上映される予定だったが、新型コロナウイルスの流行のために映画祭自体が中止となってしまった。13日、本作は第45回トロント国際映画祭でプレミア上映された。10月26日、Netflixが本作の全世界配信権を獲得した。

## 評価
本作は批評家から好意的に評価されている。映画批評集積サイトのRotten Tomatoesには43件のレビューがあり、批評家支持率は77%、平均点は10点満点で6.3点となっている。サイト側による批評家の見解の要約は「演技は上質で演出も手堅い。『コンクリート・カウボーイ: 本当の僕は』はアメリカ文化のほとんど顧みられない部分を取り上げ、そこにおける父と子の物語を展開している。同作を鑑賞した者は昔ながらの感動を味わうことができる。」となっている。また、Metacriticには11件のレビューがあり、加重平均値は66/100となっている。